# Gyöngyvirágtól lombhullásig
A Gyöngyvirágtól lombhullásig Homoki Nagy István 1952-ben készült, 1953. szeptember 24-én bemutatott színes magyar természetfilmje, amely a gemenci erdő életét követi végig tavasztól késő őszig, számtalan állat-, növény- és gombafelvétellel, Sinkovits Imre narrátorságával, Farkas Ferenc és Vaszy Viktor zenéjével. (Az első 10 percben sárgásak a felvételek, később már természetes színvilágot látunk.)

## Cselekmény
A film elején egy Magyarország térképet látunk, amely megmutatja film helyszínét, a gemenci erdőt. 
„Zöldbe borulnak a folyammenti erdők, tavasz virít a vén Duna partján”. A helyi vadász tanfolyamról érkezik haza, a Szekszárdi Állami Erdőgazdaságba. Útját különböző madarak (stiglinc, zöldike, sárgarigó, fácán kíséri). Erdei házánál fia és felesége üdvözli. (A filmben egyébként a vadászon kívül később embereknek nem jut szerep, és a vadász beszédét sem halljuk.) Megismerkedünk a vadász 3 erdei munkatársával: az idomított rövidszőrű magyar vizslájával val, az óriás szirti sassal, és lovával. A nap közben lemegy, azonban a baromfiudvar éjjel sem pihenhet: róka tör be, miközben egy kuvikot is látunk őrködni. A róka egy tyúkot tud elrabolni éhes fiainak. 
Felkel a nap. Újszülött szarvasborjút látunk anyjával, majd szarvasbikát is. Ezt követően széncinke családot mutatnak a felvételek, akiknek odva előtt egy 1,5 méteres erdei sikló halad el. Nem fedezi fel a cinkefiókákat, őt viszont felfedezi és meg is eszi egy kígyászölyv hamarosan. Vetési varjak fészkeit, mókuspárt, csókák, kuvikok, kerecsensólymok, vörösvércsék családját ismerjük meg. De látunk héját, karvalyt is. A Duna-holtág menti sűrűben a ritka fekete gólya családját láthatjuk. Ezt egy keményebb jelenet követi: parlagi sas csap le a rókacsaládra, és el is ejt egy fiatalabb példányt. A parlagi sast a vadász az idomított szirti sassal elfogja, meggyűrűzi, majd szabadon engedi.
Kóbor kutyák törnek az erdei gazdaságba, és megtámadnak egy vaddisznó kondát, amelyet végül az anyakoca hősiessége megment. A vaddisznók ezt követne éhségüket vadgerle tojásaival csillapítják, majd kiadós iszapfürdőt vesznek az egyik holtág szélén, ahol halat is találnak. Tölgyfa koronájában békászó sas békával és vakonddal eteti fiókáját. Közben a kis fekete gólyák is szépen növekednek. Anyjuk Duna-vízzel hűsíti és halakkal eteti őket. Csigák és gombák segítik a növények lebomlását és a talajképződést az erdőben. A darázsölyv darazsak lépét kobozza el a következő jelentben. Tapasztalatlan fiatal héja támad az időközben megnőtt kis fekete gólyákra – sikertelenül: azok csípéseikkel elkergetik a fészektől. A védkerületét szemlélő vadász vizslája fácáncsibét fedez fel egy bokorban. Amikor az megriasztva kirepül onnan, az előbbi héja rátámad, de mindketten a vízbe esnek. A héja elúszik, az idomított vizsla pedig kimenti a kismadarat.
Őzbakot, majd egy elárvult kis őzet látunk, amelynek anyját kóbor kutyák hajszolták halálra. A kis őz elindul az erdőben új családot keresni. Egy nyúllal, egy borzzal, 2 fácánnal, egy pockokat kutató rókával, egy egereket fogdosó menyéttel találkozik, a
majd kóbor kutya támad rá, de a vadász a szirti sas segítségével megszabadítja az őzet (a kutyát pedig magával viszi idomításra). Végül egy másik őz anya és fia fogadja be az árvát (új) családjába.
Megismerkedünk az erdő rovarvilágával (lepke, rózsabogár, katicabogár, nyárfalevélbogár, déli szitakötő, hangyaleső, hangya, szarvasbogár, kis szarvasbogár, hőscincér, szú, bodobács), és az őket gyérítő fakopánccsal. A gímszarvasok a nyári melegben fürdőt vesznek az erdei tavakban az ott lakó böjti récét és kis vöcsököt utánozva. A film itt kivételesen egy rövid időre víz alá merül, és néhány pillantást vet a tavak mélyére, ahol különböző halakat (csík, csuka, lápi póc, kecsege) láthatunk. Visszatérve a felszínre szürke gém, zöld levelibéka, majd ismét a fekete gólyák kerülnek a kamera elé.
A kóbor kutyák most a szarvasokra támadnak. A vadőr csapdával fogja el a kutyákat, majd idomított hatalmas uhuja segítségével és egy mesterséges domb belsejébe bújva nekiáll meggyéríteni a káros madarak (héja, karvaly, tarka varjú, barna kánya) sokaságát, az oda vetődő vörös vércsét, kerecsensólymot azonban nem bántja.
Megjött az ősz. Hosszabb felvétel mutatja be a szaporodás előtt álló szarvasok vívását, majd a vadász rókát fog vizslája és drótszűrű drótszőrű foxija segítésével. Munkájukat egy vadmacska szemléli ellenségesen. A szarvasok előtt megnyitják a gazdaság takarmánytárait, emésztésüket pedig kitett marhasóval segítik. A vadász lovával a kihalt erdőt járja. Fekete holló hangja őzbak hullára hívja fel a figyelmet, itt egy mátyásmadarat is látunk. A vadász lovát hazaküldi, majd éjjeli várakozását a magaslesen számos éjjeli állat (sün, görény, macskabagoly, borz, pele, erdei fülesbagoly, denevér) kíséri figyelemmel. Végül sikerül lelőnie a Dráva vidékéről a gemenci erdőbe tévedt, és ott komoly pusztításokat okozó farkasokat.
Az utolsó jelenetekben ősz végi lombhullást, erdőt járó szarvasokat és vaddisznókat, északi vidékekről a Dunára érkező vízimadarakat látunk, majd a végső képen „a gemenci táj elmerül az erőt gyűjtő téli nyugalomra.”

## Érdekességek
- A film korabeli népszerűségére jellemző, hogy 1953 szilveszterén a rádiókabaré legsikeresebb száma az az előadás volt, amely a film szövegének fordulataival, stílusával mutatta be a pesti éjszakai életet. A színész pedig a film narrátora volt: Sinkovits Imre.
- Homoki Nagy István sírfelirata: " Dr. Homoki Nagy István 1914-1979 ügyvéd, író, filmrendező, operatőr, és felesége, kik a Teremtő akaratából együtt éltek Gyöngyvirágtól lombhullásig ".[1]

## Díjak
- 1953: Velencei Filmfesztivál: Ezüst Oroszlán.

## Televíziós megjelenés
- M1, M2, Duna Televízió, Spektrum, RTL Klub, Filmmúzeum, HBO